# Karsin (gmina)
Karsin – gmina wiejska w województwie pomorskim, w powiecie kościerskim. W latach 1975–1998 gmina położona była w województwie gdańskim. Wcześniej gmina lub tereny gminy należały do dawnego powiatu chojnickiego. Gmina leży na terenie Borów Tucholskich.
W skład gminy wchodzi 11 sołectw: Bąk, Borsk, Cisewie, Dąbrowa, Górki, Karsin, Osowo, Przytarnia, Wdzydze Tucholskie, Wiele, Zamość.
Na terenie gminy znajduje się 177 obiektów zabytkowych, z czego 6 jest na liście Narodowego Instytutu Dziedzictwa.

## Położenie

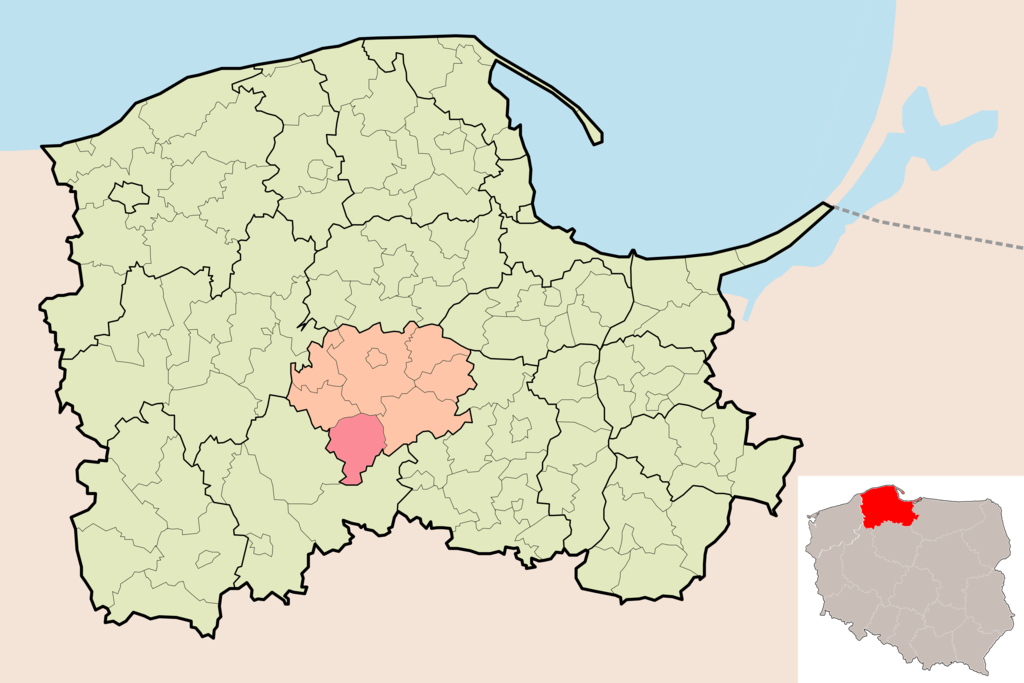
Położenie gminy Karsin na tle powiatu i województwa

Gmina Karsin znajduje się w południowej części powiatu kościerskiego. Graniczy z gminami leżącymi w powiecie kościerskim: Kościerzyna (wiejska), Stara Kiszewa, Dziemiany oraz z leżącymi w powiecie chojnickim: Czersk i Brusy.
Gmina Karsin według podziału fizycznogeograficznego Kondrackiego znajduje się w całości na terenie mezoregionu Bory Tucholskie.
W podziale administracyjnym z lat 1975-1998 gmina Karsin leżała na terenie województwa gdańskiego i graniczyła z województwem bydgoskim.

## Środowisko naturalne

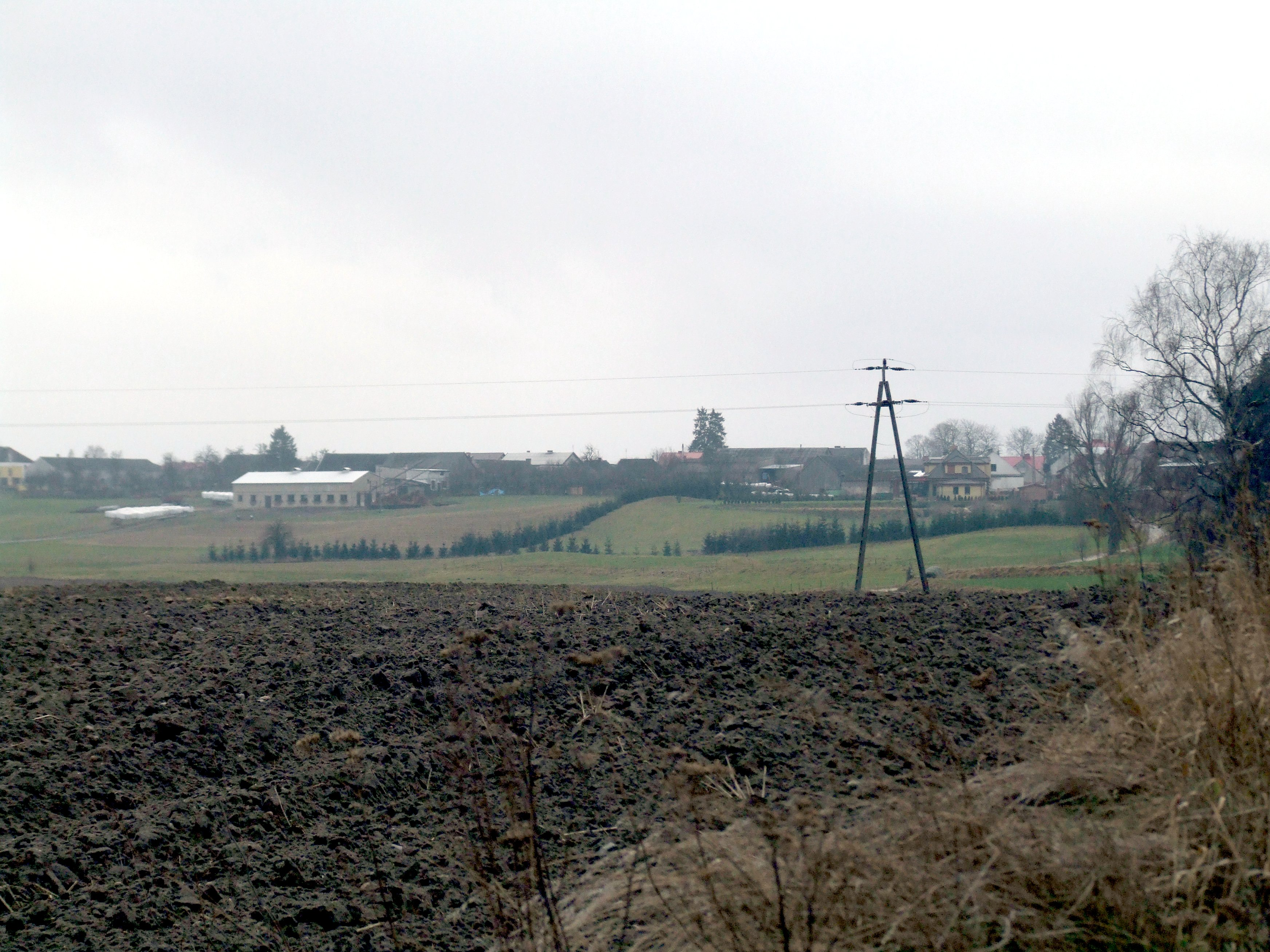
Ukształtowanie powierzchni w okolicy Górek

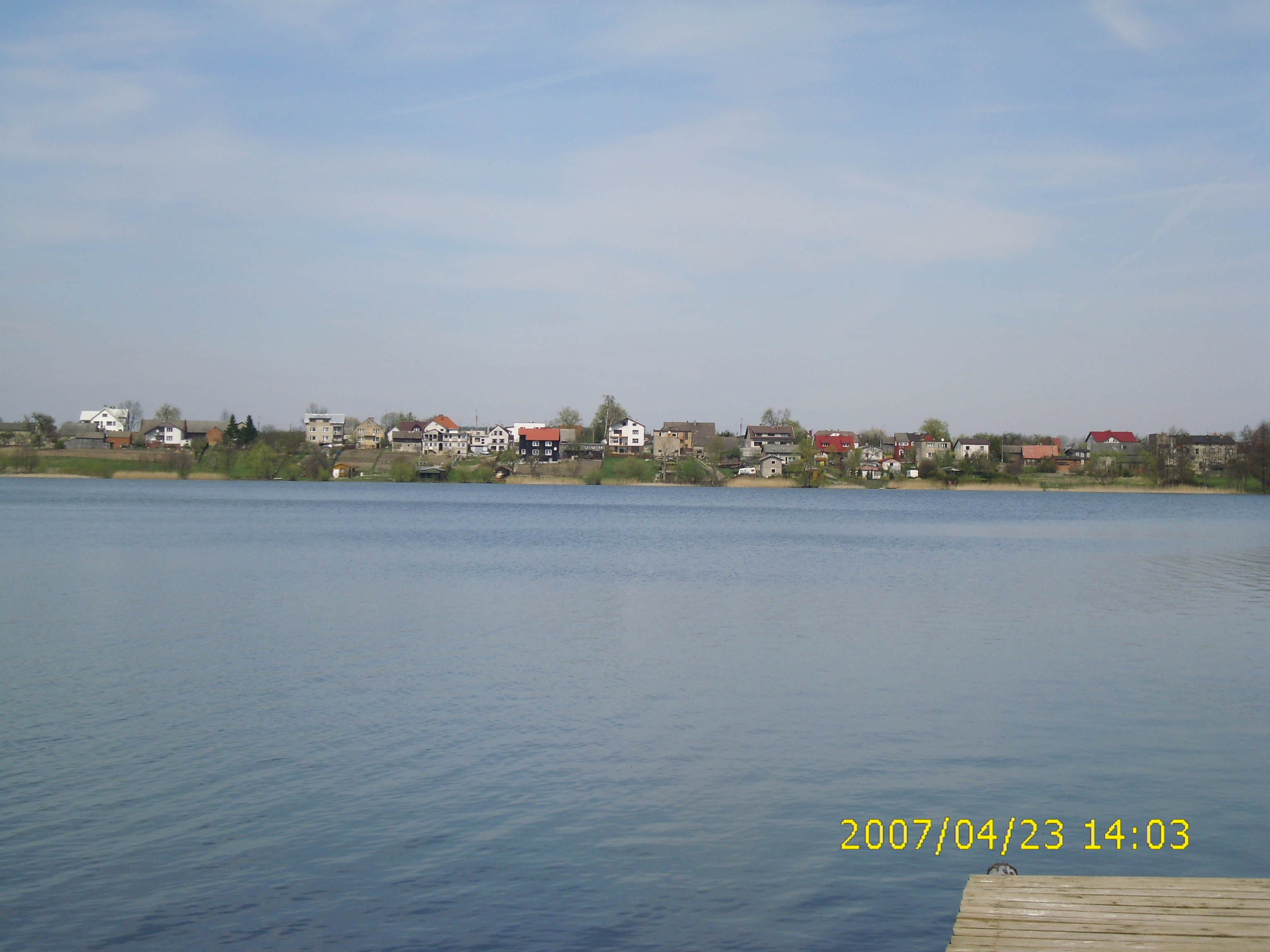
Jezioro Wielewskie

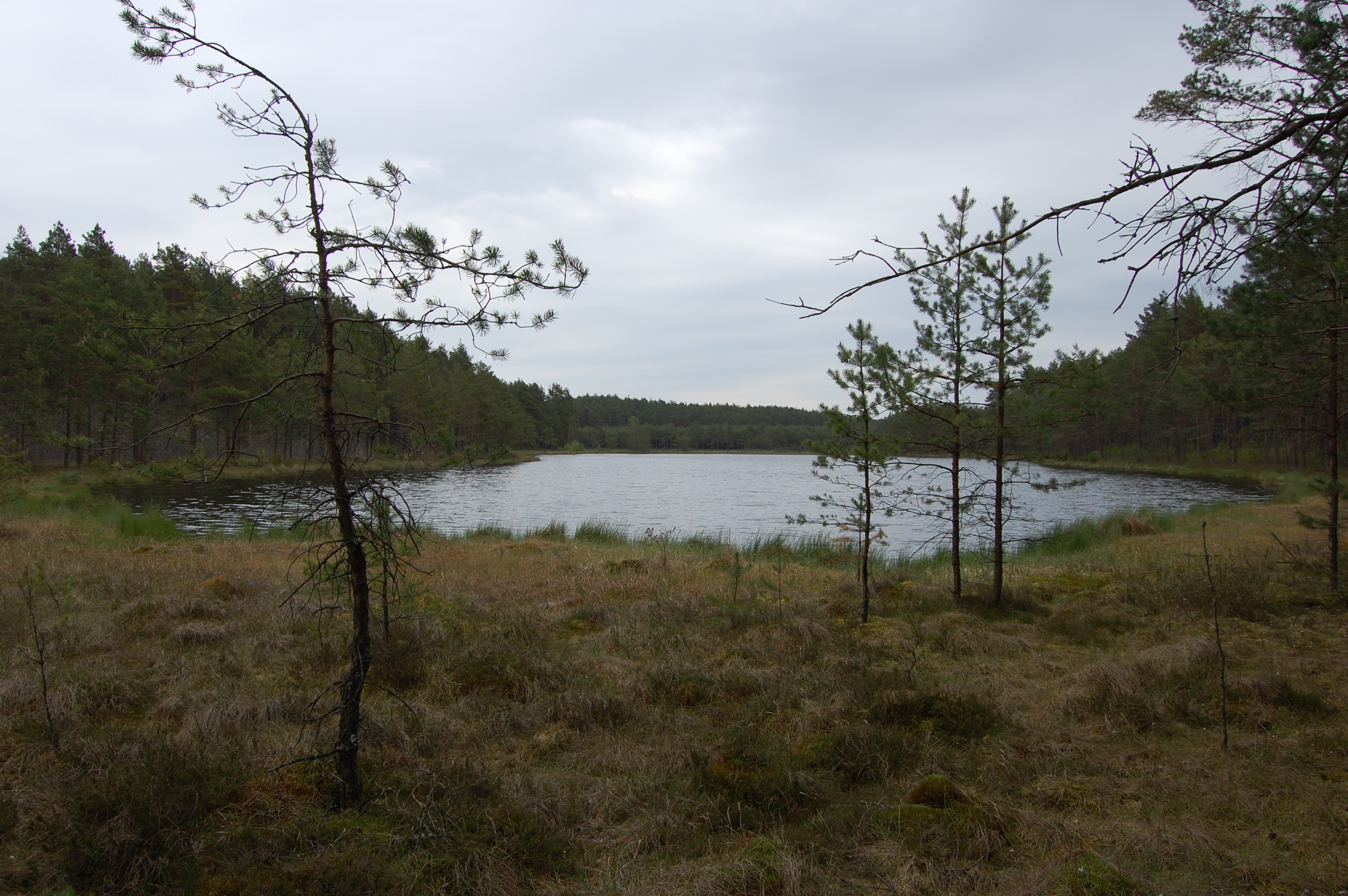
Rezerwat Motowęże

### Geologia
Centralna część gminy znajduje się na wzgórzu morenowym, zbudowanym z gliny zwałowej. W pozostałej części gminy dominują utwory piaszczyste i żwirowe. Oprócz osadów polodowcowych na powierzchni, szczególnie w dolinach znajdują się osady młodsze – holoceńskie, wśród których dominują namuły.

### Geomorfologia
Rzeźba terenu jest typowa dla postglacjalnej rzeźby Pojezierza Południowopomorskiego. Warstwa skał trzeciorzędowych została w całości zakryta przez osady młodsze.
Wysoczyzna morenowa, położona w centralnej części gminy, posiada urozmaiconą rzeźbę z deniwelacjami dochodzącymi do 45 metrów. Najwyższy punkt gminy znajduje się na północ od Wiela i ma 201,4 m n.p.m. Drugie co do wysokości wzgórze znajduje się w pobliżu Przytarni i ma 195,3 m n.p.m. Trzecie znajduje się w pobliżu Górek, a jego wysokość wynosi 167 m n.p.m. Dominującą formą terenu jest sandr.

### Gleby
Na terenie gminy występują dwa zasadnicze typy gleb: gleby brunatne kwaśne oraz gleby bielicowe. Wśród gleb bielicowych dominują gleby słabogliniaste oraz luźne. W pobliżu rzek występują gleby organiczne.

### Sieć hydrologiczna
Gmina Karsin znajduje się w zlewni Wdy oraz – w niewielkim stopniu – Brdy, będących dorzeczami Wisły. Dominujący kierunek spływu to z północnego zachodu na południowy wschód. Największymi jeziorami są Jezioro Wdzydze (leżące w gminach Karsin i Kościerzyna) oraz położone w całości na terenie gminy Jezioro Wielewskie. Jezioro Wdzydze jest jeziorem rynnowym, natomiast Wielewskie jeziorem moreny dennej.

## Historia
Pierwsze wzmianki o miejscowościach leżących na terenie gminy pochodzą z XIV wieku. Są to najczęściej przywileje lokacyjne wsi. Cisewie otrzymało ten przywilej w 1323, Górki – w 1352, Miedzno – w 1353, Kliczkowy – w 1357, Karsin – w 1360, Osowo – w 1374, Przytarnia – w 1378, Wiele – w 1382, Borsk – w 1383. Z dokumentów wynika, że miejscowości te już istniały wcześniej. Obszar gminy był położony na terenie powiatu tucholskiego. Ziemie te miały mocne powiązania gospodarcze z Chojnicami.
21 września 1772, w wyniku I rozbioru Polski, teren gminy wszedł w skład państwa pruskiego. Prusacy utworzyli tego samego dnia powiat chojnicki, do którego weszły tereny gminy Karsin. Powiat ten należał do rejencji kwidzyńskiej.
1 sierpnia 1919 utworzono województwo pomorskie, ze stolicą w Toruniu. W powiecie Chojnickim znalazło się jedno miasto oraz 88 gmin wiejskich. Liczba gmin oraz ich granice ulegały częstym zmianom. 23 marca 1933 liczba oraz granice gmin uległy stabilizacji. Karsin stracił siedzibę gminy. W 1935 Karsin odzyskał stolicę gminy.
Podczas II wojny światowej został wprowadzony nowy podział administracyjny, korygujący granice gminy. W 1945 Karsin zachował siedzibę gminy.
W 1975, w wyniku przeprowadzonej reformy administracyjnej, gmina weszła w skład województwa gdańskiego. Po kilkunastu latach – w 1990 – gmina weszła w skład rejonu kościerskiego. Dziewięć lat później – w 1999 – gmina weszła w skład powiatu kościerskiego, wchodzącego w skład województwa pomorskiego ze stolicą w Gdańsku.

## Demografia
Ludnością zamieszkującą gminę Karsin są Zaboracy będący jedną z kaszubskich grup etnicznych.

## Miejscowości

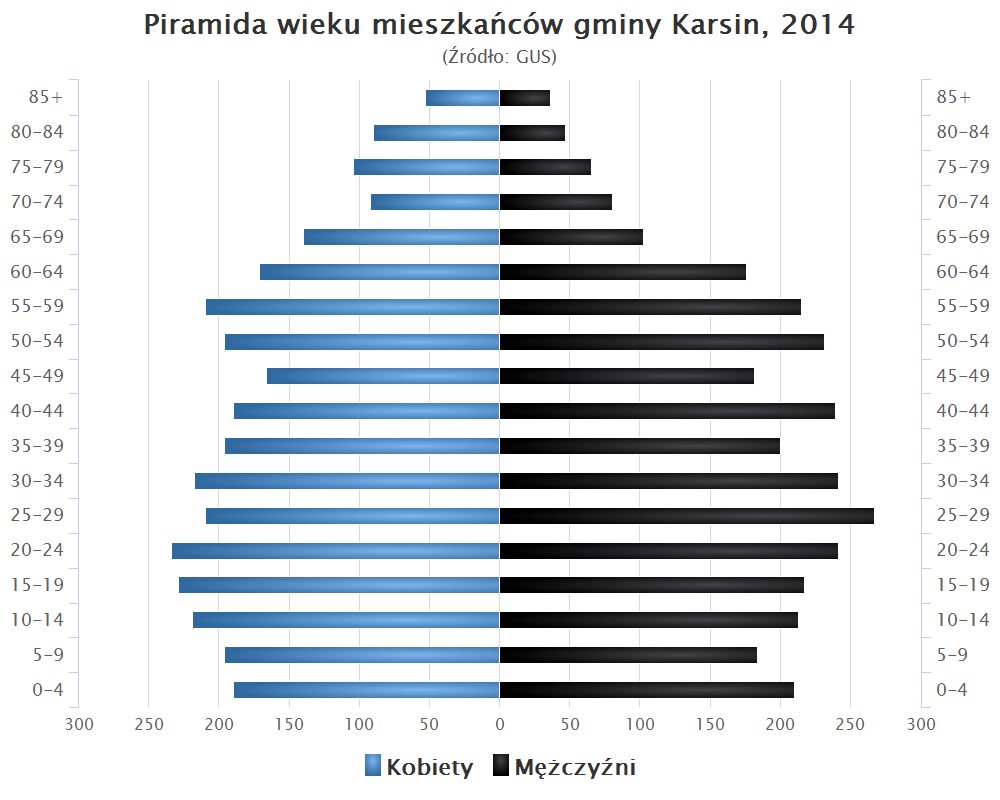
Piramida wieku mieszkańców gminy Karsin w 2014 roku

| Tab. 1. Miejscowości podstawowe oraz ich integralne części w administracji gminy Karsin, z wyrażeniem ich położenia geograficznego. | Tab. 1. Miejscowości podstawowe oraz ich integralne części w administracji gminy Karsin, z wyrażeniem ich położenia geograficznego. | Tab. 1. Miejscowości podstawowe oraz ich integralne części w administracji gminy Karsin, z wyrażeniem ich położenia geograficznego. | Tab. 1. Miejscowości podstawowe oraz ich integralne części w administracji gminy Karsin, z wyrażeniem ich położenia geograficznego. | Tab. 1. Miejscowości podstawowe oraz ich integralne części w administracji gminy Karsin, z wyrażeniem ich położenia geograficznego. |
| Identyfikator SIMC | Nazwa miejscowości | Rodzaj miejscowości | Miejscowość podstawowa | Położenie geograficzne |
| --- | --- | --- | --- | --- |
| 0162790 | Abisynia | część wsi | Wiele | 53°55′45″N 17°50′14″E/53,929167 17,837222                                                                                           |
| 0162398 | Abisynia | osada | | 53°55′25″N 17°55′59″E/53,923611 17,933056                                                                                           |
| 0162518 | Abisynia Górska | część wsi | Górki | 53°55′58″N 17°55′29″E/53,932778 17,924722                                                                                           |
| 0162620 | Ameryka | część wsi | Osowo | 53°52′10″N 17°55′38″E/53,869444 17,927222                                                                                           |
| 0162381 | Bąk | wieś | | 53°55′15″N 17°57′32″E/53,920833 17,958889                                                                                           |
| 0162808 | Bekasowo | część wsi | Wiele | 53°54′40″N 17°52′07″E/53,911111 17,868611                                                                                           |
| 0162814 | Będomin | część wsi | Wiele | 53°54′38″N 17°52′29″E/53,910556 17,874722                                                                                           |
| 0162820 | Biała Góra | część wsi | Wiele | 53°54′54″N 17°51′29″E/53,915000 17,858056                                                                                           |
| 0162636 | Białe Błoto | część wsi | Osowo | 53°51′45″N 17°54′01″E/53,862500 17,900278                                                                                           |
| 0162412 | Borsk | wieś | | 53°56′58″N 17°55′27″E/53,949444 17,924167                                                                                           |
| 0162910 | Buchta | część wsi | Zamość | 53°50′31″N 17°52′51″E/53,841944 17,880833                                                                                           |
| 1067124 | Chojny | osada wsi | Wiele | 53°56′12″N 17°50′58″E/53,936667 17,849444                                                                                           |
| 0162406 | Cisewie | wieś | | 53°54′38″N 17°56′33″E/53,910556 17,942500                                                                                           |
| 0162429 | Czarnowodzianka | część wsi | Borsk | 53°57′21″N 17°54′48″E/53,955833 17,913333                                                                                           |
| 0162748 | Czyste | osada leśna wsi | Wdzydze Tucholskie | 53°58′31″N 17°58′23″E/53,975278 17,973056                                                                                           |
| 0162487 | Dąbrowa | wieś | | 53°53′54″N 17°51′23″E/53,898333 17,856389                                                                                           |
| 0162576 | Dębowiec | osada wsi | Karsin | 53°52′37″N 17°56′48″E/53,876944 17,946667                                                                                           |
| 0162501 | Górki | wieś | | 53°55′57″N 17°54′42″E/53,932500 17,911667                                                                                           |
| 0162435 | Jasnochówka | część wsi | Borsk | 53°57′33″N 17°55′15″E/53,959167 17,920833                                                                                           |
| 0162441 | Jeziorna | część wsi | Borsk | 53°57′26″N 17°55′01″E/53,957222 17,916944                                                                                           |
| 0162850 | Jeżewo | osada leśna wsi | Wiele | 53°56′42″N 17°50′49″E/53,945000 17,846944                                                                                           |
| 0162688 | Joniny Duże | osada | Przytarnia | 53°58′38″N 17°53′32″E/53,977222 17,892222                                                                                           |
| 0162694 | Joniny Małe | osada | Przytarnia | 53°58′28″N 17°52′27″E/53,974444 17,874167                                                                                           |
| 0162553 | Karsin | wieś | | 53°54′14″N 17°55′46″E/53,903889 17,929444                                                                                           |
| 0162560 | Karsin-Wybudowanie | część wsi | Karsin | 53°54′09″N 17°53′46″E/53,902500 17,896111                                                                                           |
| 0162582 | Kąty | osada | Karsin | 53°53′39″N 17°57′31″E/53,894167 17,958611                                                                                           |
| 0162524 | Kliczkowy | wieś | | 53°56′24″N 17°53′40″E/53,940000 17,894444                                                                                           |
| 0162702 | Knieja | osada | Przytarnia | 53°56′58″N 17°53′32″E/53,949444 17,892222                                                                                           |
| 1061446 | Krzywe | osada leśna wsi | Wdzydze Tucholskie | 53°58′22″N 17°57′38″E/53,972778 17,960556                                                                                           |
| 0162760 | Lipa | osada leśna wsi | Wdzydze Tucholskie | 53°59′17″N 17°55′29″E/53,988056 17,924722                                                                                           |
| 0162530 | Malary | część wsi | Kliczkowy | 53°56′26″N 17°54′37″E/53,940556 17,910278                                                                                           |
| 0162607 | Miedzno | wieś | | 53°53′59″N 17°58′52″E/53,899722 17,981111                                                                                           |
| 0162599 | Mniszek | osada wsi | Karsin | 53°52′49″N 17°57′29″E/53,880278 17,958056                                                                                           |
| 0162866 | Mrówkowo | osada leśna wsi | Wiele | 53°54′48″N 17°52′27″E/53,913333 17,874167                                                                                           |
| 1061452 | Niebo | część wsi | Osowo | 53°52′41″N 17°52′52″E/53,878056 17,881111                                                                                           |
| 0162613 | Osowo | wieś | | 53°52′18″N 17°53′33″E/53,871667 17,892500                                                                                           |
| 1014524 | Osowo-Wybudowanie | część wsi | Osowo | 53°52′57″N 17°53′25″E/53,882500 17,890278                                                                                           |
| 0162659 | Osówko | część wsi | Osowo | 53°52′22″N 17°54′17″E/53,872778 17,904722                                                                                           |
| 0162665 | Ostrzywilk | osada wsi | Osowo | 53°51′42″N 17°53′04″E/53,861667 17,884444                                                                                           |
| 0162872 | Piątkowo | osada leśna wsi | Wiele | 53°55′02″N 17°49′36″E/53,917222 17,826667                                                                                           |
| 0162926 | Pionki | część wsi | Zamość | 53°50′35″N 17°54′15″E/53,843056 17,904167                                                                                           |
| 0162458 | Podrąbiona | osada leśna wsi | Borsk | 53°56′34″N 17°58′12″E/53,942778 17,970000                                                                                           |
| 0162932 | Popia Góra | osada | Zamość | 53°50′48″N 17°52′29″E/53,846667 17,874722                                                                                           |
| 0162889 | Przydół | osada leśna wsi | Wiele | 53°55′15″N 17°52′59″E/53,920833 17,883056                                                                                           |
| 0162671 | Przytarnia | wieś | | 53°56′56″N 17°52′26″E/53,948889 17,873889                                                                                           |
| 1061469 | Przytarnia-Wybudowanie | część wsi | Przytarnia | 53°56′35″N 17°52′51″E/53,943056 17,880833                                                                                           |
| 0162719 | Robaczkowo | osada wsi | Przytarnia | 53°57′07″N 17°51′05″E/53,951944 17,851389                                                                                           |
| 0162895 | Rogalewo | osada leśna wsi | Wiele | 53°55′59″N 17°49′04″E/53,933056 17,817778                                                                                           |
| 0162464 | Rysiny | osada leśna wsi | Borsk | 53°55′54″N 17°57′42″E/53,931667 17,961667                                                                                           |
| 0162547 | Smolewo | osada leśna wsi | Górki | 53°55′26″N 17°58′51″E/53,923889 17,980833                                                                                           |
| 0162731 | Wdzydze Tucholskie | wieś | | 53°58′28″N 17°55′40″E/53,974444 17,927778                                                                                           |
| 0162783 | Wiele | wieś | | 53°55′22″N 17°51′43″E/53,922778 17,861944                                                                                           |
| 1061475 | Wiele-Wybudowanie | część wsi | Wiele | 53°55′50″N 17°53′27″E/53,930556 17,890833                                                                                           |
| 0162493 | Wybudowania Dąbrowskie | część wsi | Dąbrowa | 53°53′07″N 17°53′01″E/53,885278 17,883611                                                                                           |
| 0162725 | Wygoda | osada | Przytarnia | 53°59′07″N 17°52′57″E/53,985278 17,882500                                                                                           |
| 0162777 | Zabrody | osada leśna | Wdzydze Tucholskie | 53°57′51″N 17°57′49″E/53,964167 17,963611                                                                                           |
| 0162903 | Zamość | wieś | | 53°50′54″N 17°53′46″E/53,848333 17,896111                                                                                           |
| 0162470 | Żebrowo | osada | Borsk | 53°55′49″N 17°56′59″E/53,930278 17,949722                                                                                           |
| Źródła: Wykaz urzędowych nazw miejscowości i ich części(xls),Zbiory danych państwowego rejestru nazw geograficznych -2025-07-26     | | | | |

## Gospodarka

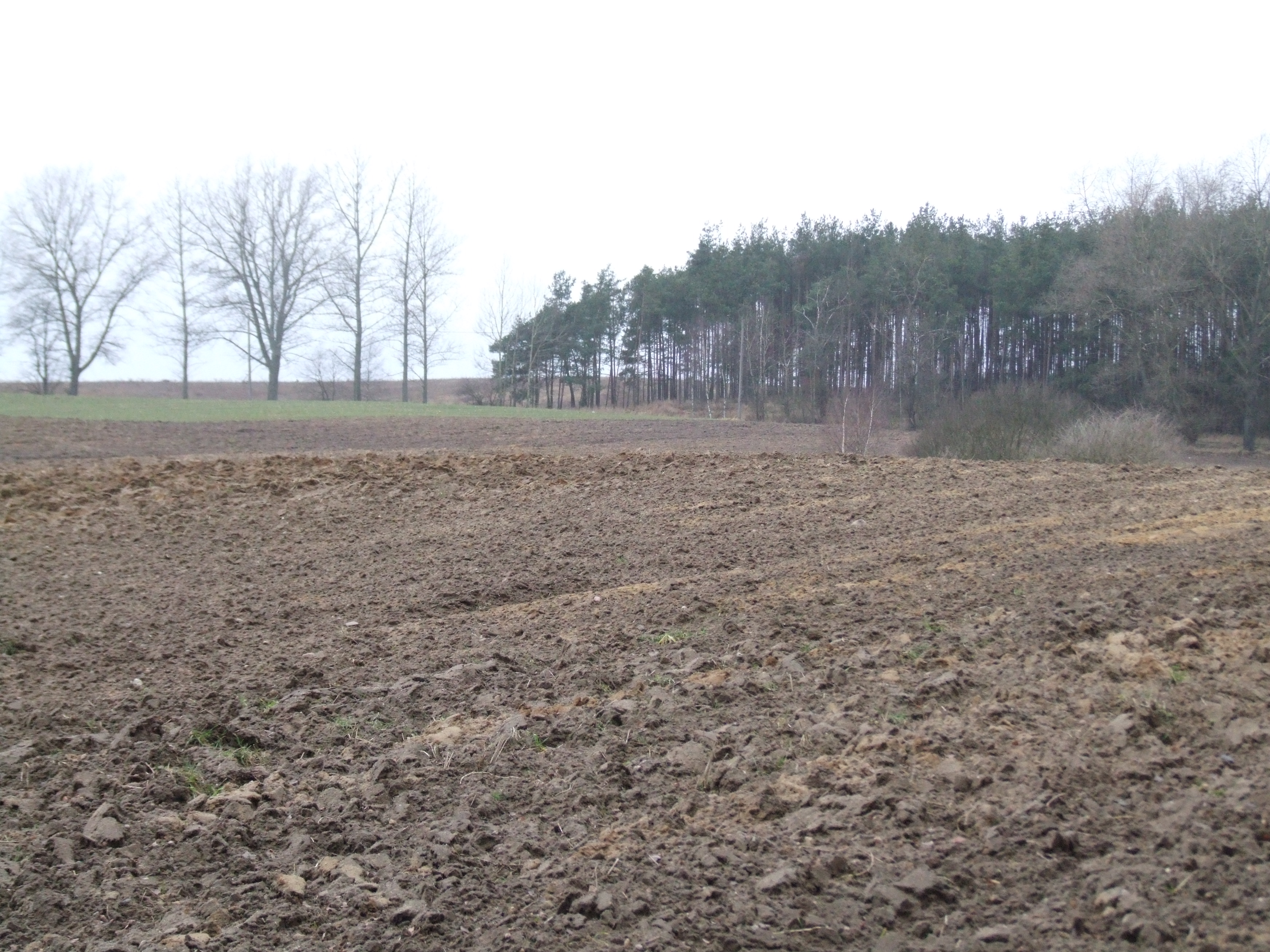
Pole uprawne w Malarach

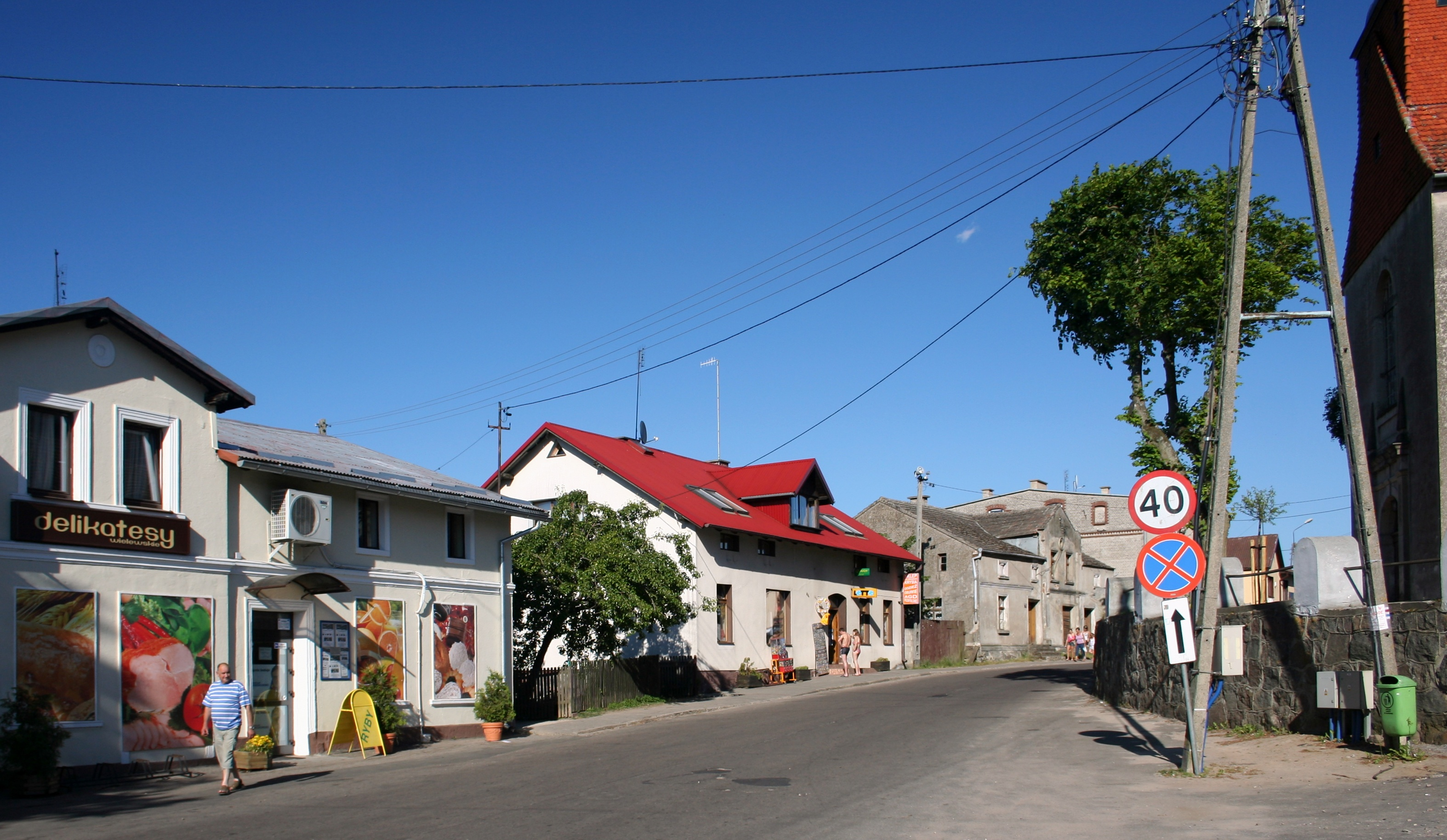
Centrum Wiela

### Rolnictwo i leśnictwo
W 2007 z pierwszego sektora gospodarczego utrzymywało się 0,9% mieszkańców gminy. Mimo to użytki rolne zajmują 37,9% powierzchni gminy. Według danych ze spisu rolnego z 2002 rolnictwo jest rozdrobnione. W 2002 na 887 gospodarstw 287 miało mniej niż 1 ha powierzchni gruntów ornych, 139 – od 1 ha do 2 ha. Gospodarstw ponad 50 ha było 9, przy czym nie było żadnych powyżej 100 ha. Kolejnym problemem rolnictwa jest niska jakość gleb. Dominują gleby klasy IV i V. Produkcja jest niewyspecjalizowana, szczególnie w gospodarstwach małych. Produkcja towarowa jest niska, głównie na potrzeby własne. Tradycjonalizm w rolnictwie powoduje jednak potencjał agroturystyczny.

### Przemysł i budownictwo
W latach 60. XX wieku na terenie gminy zaczął rozwijać się przemysł. Planowano urbanizację Karsina i odejście od rolnictwa jako głównego źródła utrzymania ludności.
W 2007 przemyśle i budownictwie pracowało 51% pracujących mieszkańców gminy. Głównymi gałęziami przemysłu są: przemysł rolno-spożywczy i przemysł drzewny.

### Usługi
Sektor usługowy rozwija się, jednakże wciąż jest słabo rozwinięty. W usługach dominuje handel oraz obsługa turystyczna.
Na terenie gminy znajdują się trzy szlaki turystyczne PTTK: im. Izydora Gulgowskiego, Kręgów Kamiennych oraz Wdzydzki.

## Transport

Fragment sieci kolejowej w okolicy Karsina

### Transport kolejowy
Na terenie gminy znajduje się jeden przystanek kolejowy – Karsin, położony przy linii kolejowej nr 215. Przystanek ten znajduje się w południowej części Karsina, przy ulicy Dworcowej.
Kolej dotarła do Karsina w 1928, podczas budowy Magistrali Węglowej.

### Transport drogowy
Na terenie gminy nie ma żadnych dróg krajowych i wojewódzkich. Główną drogą jest droga powiatowa nr 2410G łącząca Karsin oraz Wiele z drogą wojewódzką nr 214 oraz drogą krajową nr 22 (w Czersku).

## Kultura

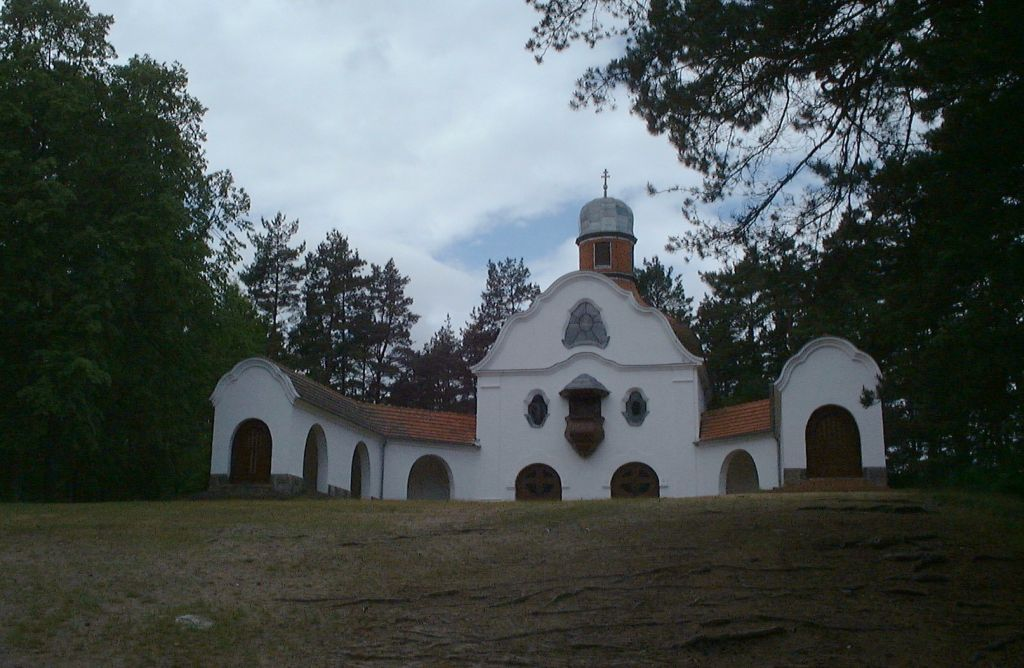
Kalwaria we Wielu

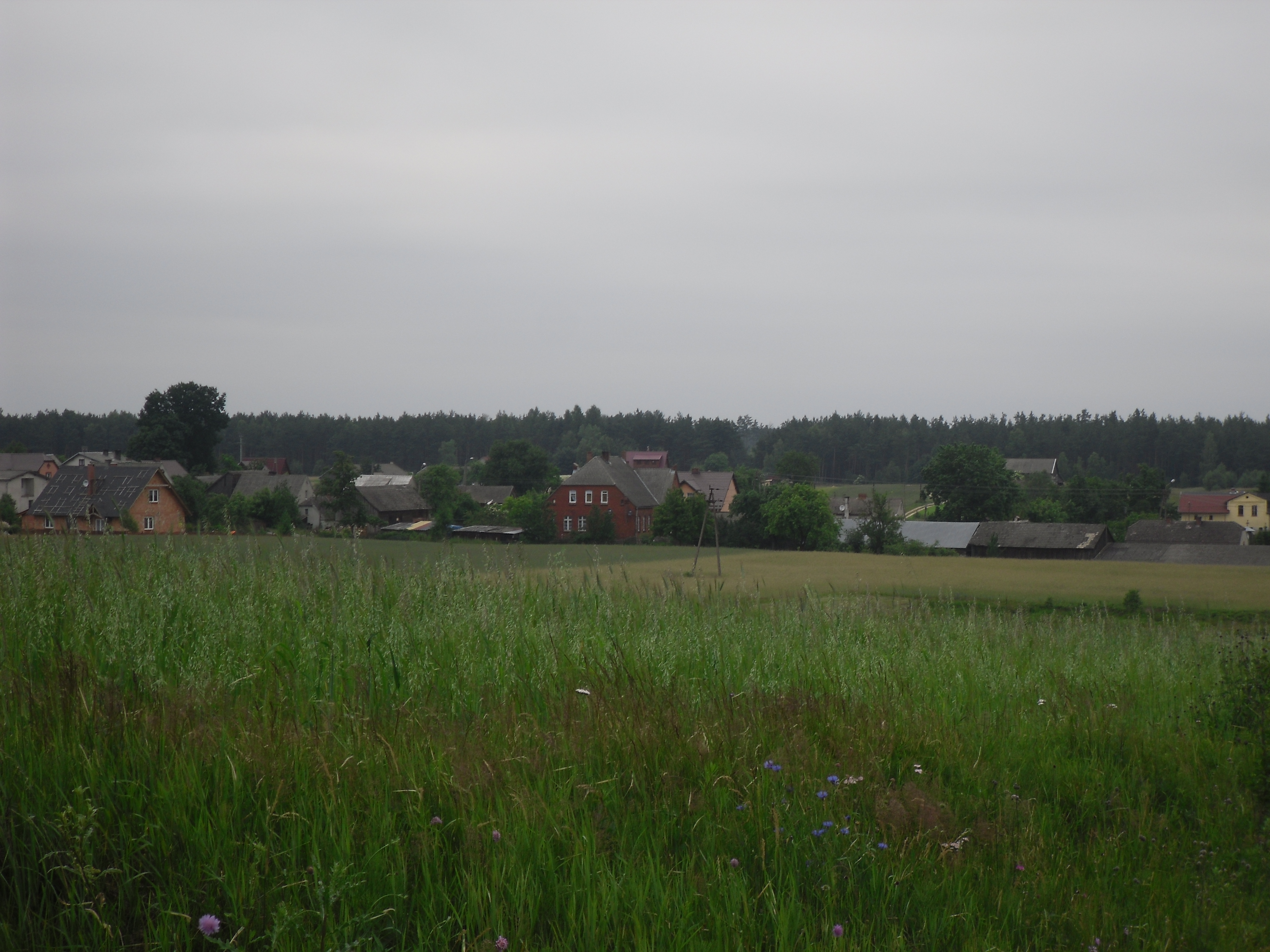
Panorama Przytarni

### Oświata
Na terenie gminy działają dwa zespoły szkół, w których znajdują się szkoła podstawowa i gimnazjum – Zespół Szkół nr 1 w Karsinie oraz Zespół Szkół nr 2 w Wielu. Oprócz tego w Osowie znajduje się szkoła podstawowa. W tych miejscowościach działają również przedszkola.

### Sport
Na terenie gminy działa jeden klub piłkarski – Gwiazda Karsin. Drużyna gra zazwyczaj w gdańskiej A albo B-klasie. Klub mecze w charakterze gospodarza gra na stadionie przy ulicy Kolejowej 12 w Karsinie.

### Zabytki
Na terenie gminy znajdują się 6 obiektów znajdujących się na liście Narodowego Instytutu Dziedzictwa:
- budynek gospodarczy przy domu nr 13 w Borsku
- park dworski wraz z alejami dojazdowymi w Cisewiu
- dom nr 3 w Przytarni
- budynek gospodarczy przy domu nr 23 w Przytarni
- kościół św. Mikołaja we Wielu
- kalwaria we Wielu

Ponadto na liście znajdują się układu ruralistyczne wsi: Przytarnia, Wdzydze Tucholskie oraz Wiele.
W Wojewódzkiej Ewidencji Zabytków znajdują się 177 obiekty położone na terenie gminy.

## Religia

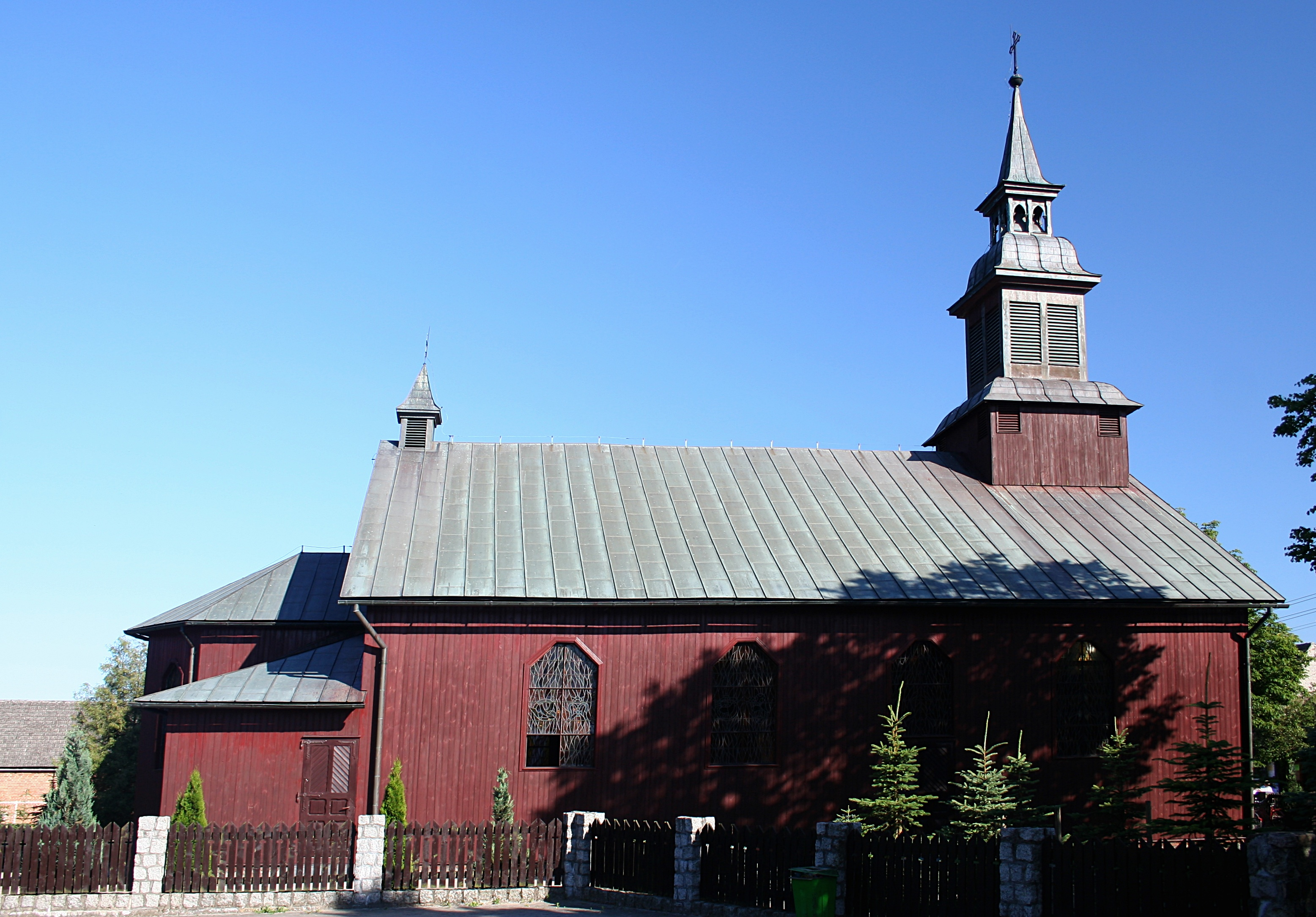
Kościół parafialny w Karsinie

### Kościół rzymskokatolicki
Na terenie gminy znajdują się trzy parafie rzymskokatolickie:
- Parafia Matki Bożej Różańcowej w Karsinie (Karsin, Abisynia, Bąk, Cisewie, Dębowiec, Miedzno, Mniszek)[37],
- Parafia Świętego Maksymiliana Marii Kolbego w Osowie (Osowo, Białe Błoto, Osówko, Popia Góra, Rudziny)[38],
- Parafia Świętego Mikołaja – Sanktuarium Kalwaryjskie w Wielu (Wiele, Borsk, Broda, Czyste, Dąbrowa, Górki, Huta, Joniny, Kliczkowy, Przytarnia, Wdzydze Tucholskie, Zabrody)[39],

Wszystkie są częścią dekanatu bruskiego, będącego częścią diecezji pelplińskiej.
- Miejscowość Zamość jest częścią parafii w Mokrem (gmina Czersk)[40].

Najstarszą parafią na terenie gminy jest parafia wielewska, która powstała w XV wieku. Parafia w Karsinie wyodrębniła się z niej w 1913 (lecz do 1936 pozostawała jako kuracja). W Osowie (od parafii Karsin) w 1984. Parafia w Mokrem w 1976 (z parafii Czersk).

## Administracja i polityka

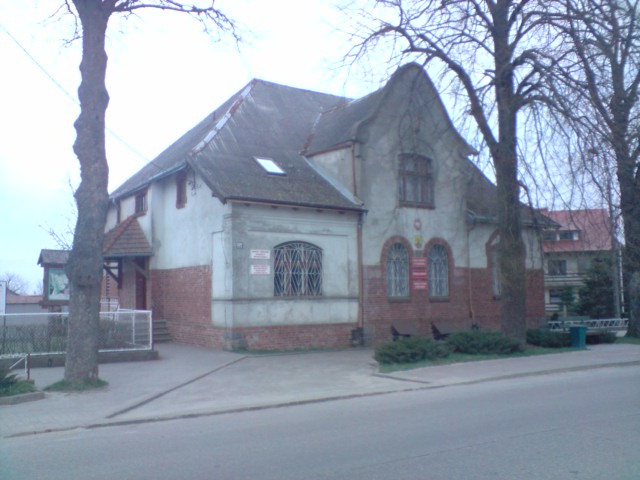
Urząd Gminy w Karsinie

### Wójt i Rada Gminy
Na czele gminy stoi wójt oraz piętnastoosobowa rada gminy. Wójtem gminy jest Roman Brunke.

### Okręgi wyborcze
Mieszkańcy gminy Karsin wybierają przedstawicieli do Parlamentu Europejskiego w okręgu nr 1, przedstawicieli do Sejmu w okręgu nr 26, natomiast do Senatu w Okręgu nr 63. Siedzibami komisji wyborczych do sejmu i senatu jest Gdynia, natomiast do Parlamentu Europejskiego – Gdańsk.